# DWA 00.21-00.40
A DWA (Dance World Attack) olasz lemezkiadó DWA 00.21-00.40 sorszámmal kezdődő maxi lemezeinek listája, mely 1990 és 1991 között jelent meg. 
| Katalógusszám | Év   | Formátum | Label | Előadó            | Cím                       | Verzió A                                    | Verzió B                                                                                              |  |
| ------------- | ---- | -------- | ----- | ----------------- | ------------------------- | ------------------------------------------- | --- |  |
| 00.21         | 1990 | 12"maxi  | DWA   | Babyroots         | No Woman, No Cry          | A1 Roots Mix A2 Single Edit                 | B1 Nakoiaka (Afromix) B2 Nakoiaka (Roots Groove)B3 Nakoiaka (Afropella) B4 No woman no cry (Acapella) |  |
| 00.22         | 1990 | 12"maxi  | DWA   | Humantronics      | The Sound of Afrika       | A1 Ritual Mix A2 Single Cut                 | B1 Technology Dub B2 Groove Mix B3 Acapella                                                           |  |
| 00.23         | 1990 | 12"maxi  | DWA   | Wareband          | Party Children            | A1 Warehouse Mix A2 Single Edit             | B1 Sax N Beats (Groove Mix) B2 Sax N Beats (Techno Mix)                                               |  |
| 00.24         | 1990 | 12"maxi  | DWA   | Raimunda Navarro  | Jungle Fever              | A1 Long Intro Mix A2 Short Intro Mix        | B1 Ethnic Mix B2 Ethnic Groove B3 Sexpella                                                            |  |
| 00.25         | 1990 | 12"maxi  | DWA   | Bale Mondonga     | Freedom                   | A1 Extended Peace Mix A2 Single Version     | B1 Ambient Mix B2 Groovedub Mix B3 Bongodub Mix                                                       |  |
| 00.26         | 1991 | 12"maxi  | DWA   | Ice Mc            | Happy Weekend (Remix)     | A1 909 Heavy Mix A2 Jump Swing Remix        | B1 Work Remix                                                                                         |  |
| 00.27         | 1991 | 12"maxi  | DWA   | Savage            | Don't Cry Tonight (Remix) | A1 Extended Version                         | B1 Radio B2 Instrumental B3 Break Beat                                                                |  |
| 00.28         | 1991 | 12"maxi  | DWA   | Tity B.           | Jumbo                     | A1 Extended Party Mix A2 Single Cut         | B1 Bass Power Mix B2 Black Power Mix                                                                  |  |
| 00.29         | 1991 | 12"maxi  | DWA   | Scattt            | Vocalize                  | A1 Sonic Power Mix A2 Radio Mix             | B1 Sonic Power Mix B2 Sonic Zone Mix B3 Vocalpella                                                    |  |
| 00.33         | 1991 | 12"maxi  | DWA   | Wareband          | Party Children (Remix)    | A1 World Mix A2 Atmosphere Dub Mix          | B1 Nation Remix B2 Saxbeat B3 Vinylpella                                                              |  |
| 00.34         | 1991 | 12"maxi  | DWA   | Momo B.           | Be Happy                  | A1 Brain Mix A2 Radio Mix                   | B1 Cardia Mix B2 Whistle Mix B3 Bongopella                                                            |  |
| 00.35         | 1991 | 12"maxi  | DWA   | Alexia Cooper     | Gotta Be Mine             | A1 Club                                     | B1 DWA Edit                                                                                           |  |
| 00.36         | 1991 | 12"maxi  | DWA   | Wareband          | A Better Day              | A1 A Better Mix A2 Radio Edit               | B1 A Better Cut B2 A Better Groove B3 Originalpella                                                   |  |
| 00.37         | 1991 | 12"maxi  | DWA   | Data Drama        | The Rain                  | A1 Analogic Drama Mix A2 Single Edit        | B1 Analogic Jupiter Mix B2 Analogic Dream Mix B3 Analogic Overdose Mix                                |  |
| 00.38         | 1991 | 12"maxi  | DWA   | Zero Phase        | The Wind                  | A1 Hardcore Mix A2 Zero Mix A3 Wind Message | B1 Wind Mix B2 Video Mix                                                                              |  |
| 00.39         | 1991 | 12"maxi  | DWA   | Raimunda Navarro  | James Brown Has Sex       | A1 Symphonic Orgasm Mix                     | B1 Infinite Orgasm Mix B2 Sex Zone Mix                                                                |  |
| 00.40         | 1991 | 12"maxi  | DWA   | 303 Trance Factor | S.l.e.e.p Tonight         | A1 Basic Factor A2 303 Expertise Factor     | B1 One Night Under the Frequency B2 After-Hour Factory Frequency                                      |  |

## Lásd még
- DWA 00.01-00.20